# Rhectosemia antofagastalis
Rhectosemia antofagastalis là một loài bướm đêm trong họ Crambidae.